# Hursley
Hursley – wieś w Anglii, w hrabstwie Hampshire, w dystrykcie Winchester. Leży 5 km na południe od miasta Winchester i 104 km na południowy zachód od Londynu. W 2001 miejscowość liczyła 838 mieszkańców.